# Yaozhuang (köpinghuvudort i Kina, Zhejiang Sheng, lat 30,91, long 120,96)
Yaozhuang är en köpinghuvudort i Kina. Den ligger i provinsen Zhejiang, i den östra delen av landet, omkring 110 kilometer nordost om provinshuvudstaden Hangzhou. Antalet invånare är 52 619. Befolkningen består av 25 119 kvinnor och 27 500 män. Barn under 15 år utgör 11,0 %, vuxna 15-64 år 76 %, och äldre över 65 år 11,0 %.
Runt Yaozhuang är det tätbefolkat, med 849 invånare per kvadratkilometer. Närmaste större samhälle är Fenhu, 15,9 km nordväst om Yaozhuang. Trakten runt Yaozhuang består till största delen av jordbruksmark.
Genomsnittlig årsnederbörd är 1 729 millimeter. Den regnigaste månaden är juni, med i genomsnitt 295 mm nederbörd, och den torraste är november, med 71 mm nederbörd.